# Szantyr (herb szlachecki)
Szantyr – polski herb szlachecki, odmiana herbu Lubicz. 
Istnieje inny herb szlachecki o takiej samej nazwie: Szantyr, odmiana herbu Pobóg.

## Opis herbu
W polu błękitnym podkowa srebrna ze złotym krzyżem w środku. Wedł. T. Gajla podkowa srebrna.
Klejnot: wedł. T. Chrząńskiego: nad hełmiem w koronie trzy pióra strusie; wedł. T. Gajla za Emilianem Szeligą-Żernickim i Uzupełnieniami do Księgi Herbowej Rodów Polskich, skrzydło srebrne. 
Labry: błękitne, podbite srebrem.

## Herbowni
Szantyr. Hercyk, Kopeć.

### Znani herbowni
- Mitko Szczerbowicz Szantyr, ziemianin nowogródski w 1506.
- Mikołaj Szantyr, towarzysz w chorągwi Samuela Kmicica, chorążiego orszanskiego.
- Daniel Szantyr, wojski inflantski i rotmistrz, brał udział w walkach przeciw Moskwie.